# AM General
AM General LLC ist ein US-amerikanischer Hersteller von Nutz- und Militärfahrzeugen sowie Personenkraftwagen.
Das Unternehmen mit Sitz in South Bend, Indiana, ist heute vor allem als Entwickler und Hersteller des Militärfahrzeugs HMMWV sowie des zivilen Ablegers Hummer H1 bekannt. Neben dem HMMWV produzierte die Firma in ihrem einzigen Werk in Mishawaka den SUV Hummer H2 für General Motors. Die Produktion des Hummer H1 wurde im Juni 2006 eingestellt, die des H2 2010.
AM General bietet außerdem Ersatzteile und Wartungstraining für alle Produkte, sowie technische Unterstützung und Ersatzteile für andere militärische Fahrzeuge als den HMMWV (z. B. für M1 Abrams).

## Unternehmensgeschichte
Die Ursprünge von AM General führen auf die „General Products Division“ von Studebaker zurück, die zusammen mit lukrativen Rüstungsaufträgen von Kaiser Industries aufgekauft wurde, als Studebaker sich 1966 aus der Automobilindustrie zurückzog. 1970 wiederum zog sich Kaiser ebenfalls aus der Automobilindustrie zurück, und die American Motors Corporation (AMC) erwarb Kaiser-Jeep von Kaiser Industries. 1971 wandelte AMC die „General Products Division“ in das Tochterunternehmen AM General Corporation um. Die Absicht dahinter war, AM General die Eigenständigkeit zu verleihen, die nötig war, um Regierungsaufträge für Nutzfahrzeuge zuverlässig auszuführen. AM General produzierte Busse, Lastkraftwagen und Geländefahrzeuge für Militär, Regierung und gewerbliche Kunden.
1979 begann AM General im Auftrag des US-Heeres mit der Entwicklung eines geeigneten 1,25-Tonner-Mehrzweckgeländewagens, der den MUTT und weitere leichte ungepanzerte Radfahrzeuge ersetzen sollte. Nach einer Lieferung von Testfahrzeugen 1981 begann die Firma 1983 mit der Serienproduktion des HMMWV.
Nachdem AMC 1982 von Renault aufgekauft wurde, musste sie die AM General Corporation abtreten, da US-Regierungsbestimmungen es verboten, Rüstungsaufträge an Firmen zu vergeben, die sich im Besitz von ausländischen Regierungen befinden – die französische Regierung war zu dieser Zeit Teileigentümer von Renault. 1983 wurde AM General deshalb durch die LTV Corporation aufgekauft und als hundertprozentiges Tochterunternehmen der LTV Aerospace and Defense Company geführt. 1984 wurde der AM-General-Firmenhauptsitz vom American Motors AMTEK Building nach Livonia verlegt, zwei Jahre später nach South Bend, wo sich das Hauptfertigungswerk befand.
1989 stellte AM General die verbliebenen Tätigkeiten im Feld der gewerblichen Leicht-Lkw ein und schloss das Werk in der Chippewa Avenue (South Bend), das 1964 durch das Vorgängerunternehmen Kaiser-Jeep von Studebaker übernommen wurde. 1990 wurden die Büros von der Chippewa Avenue in das Stadtzentrum von South Bend verlegt, wo sie sich seitdem befinden.
Der HMMWV erfreute sich indes bei den US-Soldaten während der Militäraktion in Panama (1989–90) und vor allem während der Operation Desert Storm 1991 großer Beliebtheit. Im Irak waren etwa 20.000 HMMWV im Einsatz. Der Bekanntheitsgrad, den das Militärfahrzeug bei diesen Militäroperationen in der Öffentlichkeit errang, ermutigte AM General dazu, 1992 eine für den zivilen Markt umfunktionierte Variante des Fahrzeugs, genannt Hummer, herzustellen.
1999 gründete AM General das Subunternehmen General Engine Products LLC (GEP) und errichtete ein neues Werk in Franklin, Ohio, um 6,5-Liter-Dieselmotoren zu produzieren. Die Motoren werden an General Motors und weitere Kunden verkauft sowie für AM-General-Fahrzeuge verwendet.
Im Dezember 1999 schlossen AM General und General Motors eine Übereinkunft zur gemeinsamen Produktions-, Vermarktungs- und Vertriebspolitik bezüglich des Hummers. GM übernahm die weltexklusiven Rechte am Markennamen Hummer und benannte das Fahrzeug Hummer in Hummer H1 um. 2002 begann AM General das von GM entwickelte SUV Hummer H2 in einer neuen Fabrik in Mishawaka zu fertigen. Im Juni 2006 wurde die Produktion des Hummer H1 eingestellt, der H2 wurde bis 2010 weiterhin für GM hergestellt. AM General nutzte die hierdurch freigewordenen Produktionskapazitäten zur Produktion des HMMWV.
2002 wandelte AM General seine Geschäftsform in eine limited liability company (llc.). Im August 2004 kündigten MacAndrews & Forbes Holdings sowie die Renco Group die Gründung einer Eignergemeinschaft an, mit dem Ziel, AM General LLC zu übernehmen. 2007 gründete AM General mit General Dynamics Land Systems das Joint Venture General Tactical Vehicles, um an der Ausschreibung der U.S. Army und des Marine Corps für die Entwicklung des Joint Light Tactical Vehicle (JLTV), welches bei den beiden Teilstreitkräften zum Teil das HMMWV ersetzen soll, teilzunehmen, die Ausschreibung gewann aber die Oshkosh Corporation mit dem Oshkosh JLTV. 2010 lieferte AM General die letzten 2600 Humvees an die US Army, die damit ihren Gesamtbedarf von 150.000 HMMWVs vervollständigt.
Von Frühjahr 2015 bis September 2017 produzierte AM General als Auftragsfertiger die R-Klasse von Mercedes-Benz.
Im Juli 2020 wurde AM General von der Investmentfirma KPS Capital Partners gekauft.